# Commune associée
Een commune associée is in Frankrijk een statuut voor een gemeente die een fusie is aangegaan met een andere gemeente volgens de "wet Marcellin". Deze wet van 16 juli 1971 regelt de fusie en groepering van de Franse gemeentes. Gemeenten die op deze manier samengaan, kunnen toch nog enkele eigenheden behouden:
- een afgevaardigd burgemeester, een ambtenaar van de burgerlijke stand en een ambtenaar van de gerechtelijke politie. Enkele bevoegdheden kunnen ook overgedragen worden door de burgemeester.
- een lokale afdeling van het gemeentehuis, die met name voor de burgerlijke stand verantwoordelijk is
- een afdeling van het gemeentelijk centrum voor maatschappelijk welzijn (CCAS)
- een kiesdistrict
- een adviesraad, die zich kan bezighouden met zaken die van belang zijn voor de deelgemeente en op gemeentelijk niveau voorstellen kan doen

Een gemeentelijke fusie waarbij een "commune associée" wordt gecreëerd wordt een "fusion-association" of "fusion complexe" genoemd, in tegenstelling tot de eenvoudige fusie of "fusion simple".
Ondanks het groot aantal gemeenten in Frankrijk, vonden er slechts weinig fusies plaats sinds de wet Marcellin en soms worden fusies zelfs ongedaan gemaakt. De meeste fusies kwamen er in de eerste jaren na de wet, begin jaren 70. Voor 1975 hadden 1007 gemeenten het nieuwe statuut gekregen; de volgende decennia kwamen er echter slechts enkele tientallen bij. Sinds 1977 neemt het totaal aantal zelfs weer af:
- In bijna 100 gevallen is de "fusion-association" omgevormd in een normale fusie, waarbij de deelgemeente volledig opgaat in de grote gemeente.
- In meer dan 200 gevallen is een "defusie" doorgevoerd, waarbij de deelgemeenten weer volwaardige gemeenten werden.

In plaats van een fusie, blijkt dat kleinere gemeenten vaak liever hun zelfstandigheid bewaren en kiezen voor andere bovengemeentelijke samenwerkingsverbanden, zoals een communauté de communes.